# Jaroslav Maštalíř
Jaroslav Maštalíř (1. května 1906 Karviná – 22. května 1988 Praha) byl český skladatel a klavírista.

## Život
Po studiích na gymnáziu v Orlové a Vysoké školy obchodní v Praze byl přijat jako soukromý žák do třídy K. B. Jiráka. Jirák ho připravil i na přijímací zkoušky na Pražskou konzervatoř, kde se stal žákem Vítězslava Nováka a Václava Talicha. Po úspěšném dokončení konzervatoře a Mistrovské školy byl v létech 1933–1936 angažován jako klavírista České filharmonie. Byl dlouholetým archivářem Pražské konzervatoře (1935–1960). Ve své době patřil mezi nejlepší doprovazeče sólistů a sborů v Praze. Absolvoval s nimi také četná koncertní turné po celé Evropě. V létech 1952–55 byl externím pedagogem Akademie múzických umění v Praze. Vedle hry na klavír se věnoval i hře na cembalo. Jako skladatel vyšel slohově z odkazu Vítězslava Nováka, jeho hudební odkaz však spočívá spíše v instruktivní literatuře a v aranžérské práci (úpravy klasických hudebních děl a lidových písní).

## Dílo (výběr)
- Šest skladeb pro housle a klavír
- 4 skladby pro violu d'amour a kontrabas
- Concertino pro akordeon s průvodem orchestru
- Divertimento pro flétnu violu d'amour	a klavír
- Duo concertante, op. 34 pro klarinet a klavír
- I. symfonie
- Intermezzo concertante op. 35 pro klarinet, basetový roh a klavír
- Nonet	op. 21
- Quartetto
- Rondino pro pozoun
- Sonatina pro dechový kvintet
- Téma s variacemi, pro lesní roh a klavír.
- Trio concertante op. 35 pro klarinet, basetový roh a klavír
- Variace na téma rucké lidové písně op. 23
- Variační fantazie pro fagot a klavír